# 犹太布尔什维克主义

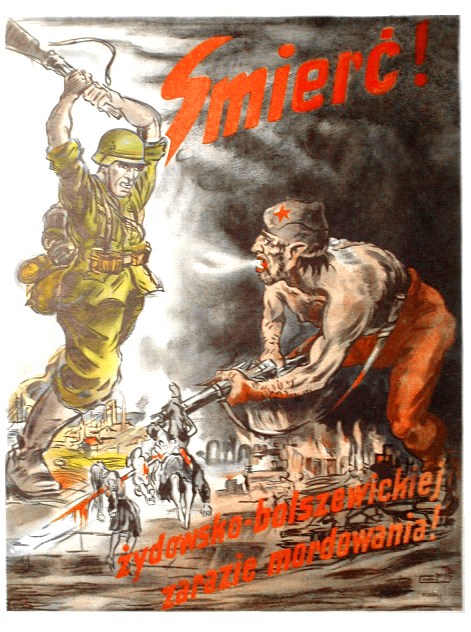
纳粹德国一张波兰语的反苏宣传海报，“去死吧！犹太布尔什维克主义者瘟疫式的大清洗！”

犹太布尔什维克主义（希伯來語：יודאו-קומוניזם）是一种反共、反犹谣言、阴谋论，其认为犹太人在幕后策划了1917年俄国革命，同时认定犹太人是领导革命的布尔什维克的资助者。该理论类似犹太共产主义（俄语：Теория коммунистического заговора евреев）理论，后者暗指犹太人在国际共产主义运动占据了重要地位。
二月革命后，白军在俄国内战中曾大量散发一本名为《犹太布尔什维克主义》的小册子，其中包含了大量的反共种族主义宣传。纳粹党和德裔美国人联盟在1930年代曾向他们的追随者、同情者和同路人宣传这一理论。在波兰，（波兰语，意为犹太共产主义）一词代表了反犹太主义者认为犹太人在波兰人民共和国影响力过大的观点。在极右翼政治理论中，“犹太共产主义”、“犹太布尔什维克主义”和“被锡安主义者控制的政府”等言论是错误断言共产主义是犹太人阴谋的套话。

## 起源

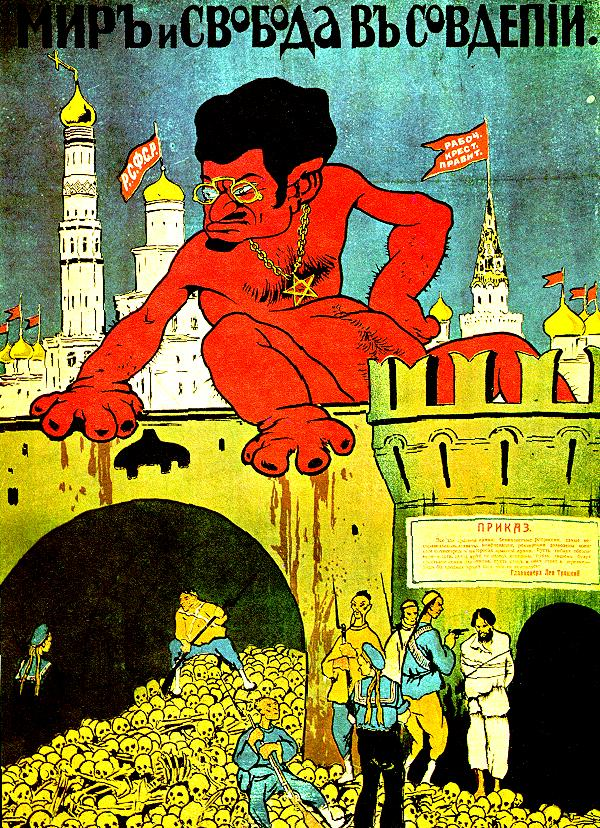
俄国内战中白军方面的反犹宣传海报，上面画有被视为犹太布尔什维克主义象征的托洛茨基

1917年的二月革命和十月革命削弱了俄国在东线的战争潜力，也使得一些阴谋论传播开来。英国的一些评论家称这些革命是“布尔什维克、德国人和犹太人的明显勾结”。截止1917年12月，布尔什维克中央委员会的21名成员中有5名是犹太人，包括当时的外交委员、最高苏维埃的主席、人民委员会议的副主席、彼得格勒苏维埃主席和契卡的副局长。
1920年代在西方出版的《锡安长老会纪要》进一步宣传了犹太人和布尔什维克勾结的阴谋论，并指犹太人的最终目的是控制整个世界。十月革命及俄国内战中，相关阴谋论团体反复拿一些布尔什维克领导者（如列夫·达维多维奇·托洛茨基）的犹太人身份做文章。丹尼尔·派普斯评价称，“白军通过《锡安长老会纪要》传播了这些指控。”史学家詹姆斯·韦伯在著作中写道，1917年后的反犹主义文献很难“不追溯到革命中支持白军的俄罗斯移民的相关分析”。

## 俄国共产主义运动中的犹太人
俄罗斯帝国在文化和制度上都长期存在着反犹主义偏见。犹太人被限居住于栅栏区中，并且时常受到反猶騷亂的侵扰。
这些反犹偏见及举措造成许多俄罗斯帝国境内的犹太人支持逐步改革甚至发动革命。犹太人运动的光谱亦非常广泛，极左翼（犹太无政府主义）、左翼（崩得、布尔什维克、孟什维克），中左翼（劳动团体），中间派的立宪主义者（立憲民主黨）皆有犹太人参与。1922年布尔什维克的党内普查显示，有19564名党员是犹太人，约占党员总人数的5.21%，中央执行委员会、中央委员会、苏联和俄罗斯共和国苏维埃执行委员会主席团以及苏联人民委员的417名成员中，有6%是犹太人。1936年至1940年间，斯大林逐步将犹太人从党、政府、外交、安全和军事的高级职位上清除了出去。
一些学者严重夸大了苏维埃共产党中犹太人的存在。例如，阿尔弗雷德·詹森称在1920年代有“75%的布尔什维克领导人”是犹太裔。阿伦诺维奇称：“对最高委员会成员的粗略检查表明，这些数字被夸大到了荒谬的程度”。
2013年，俄罗斯总统弗拉基米尔·普京在谈到莫斯科猶太博物館與寬恕中心的施奈森收藏时曾错误地指出：
“将图书馆国有化的决定是由第一届苏维埃政府作出的，而其中有大约80-85%的成员是犹太人。” 
史学家弗拉基米尔·雷日科夫称，普京对犹太人在人民委员会中占主导地位的无知说法是由于他“在经济改革的那几年里读过的小报”。

## 纳粹德国

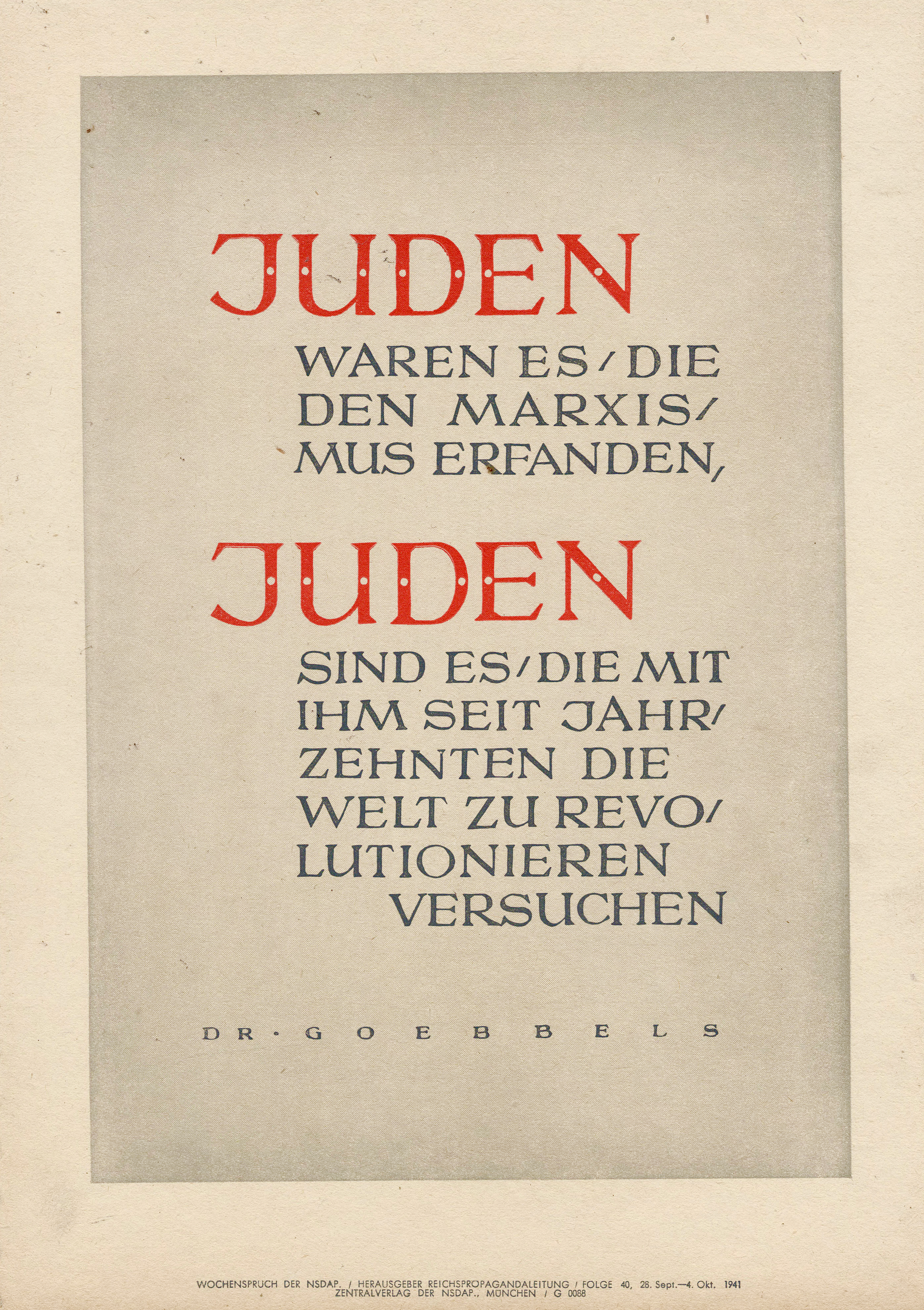
《国家社会主义工人党周刊》在1941年9月28日的报道中指责犹太人是马克思主义的源头

在1920年代，希特勒声称纳粹党的使命是摧毁“犹太布尔什维克主义”，并断言布尔什维克派的三大罪是民主，和平主义和国际主义。同时声称，布尔什维克主义，共产主义和马克思主义的背后资助者也都是犹太教。

## 宣传犹太布尔什维克主义的著作

### 《章鱼》
《章鱼》是伊丽莎白·迪林使用笔名“弗兰克·伍德拉夫·约翰逊牧师”自费出版的一本书籍，在这本书中迪林详细叙述了她眼中的犹太布尔什维克主义。

### 《共产主义背后》
《美国民族主义者》的编辑弗兰克·L·布里顿在1952年出版了一本名为《共产主义背后》的书籍，并在书中宣称共产主义是源自巴勒斯坦地区的犹太阴谋。

### 引用
1. ↑  傅聪.  (PDF). 国外理论动态. 2005, (05): 41–44  [2022-04-09]. （原始内容 (PDF)存档于2022-05-21）. 更加糟糕的是，许多西欧的媒体报道说，犹太人是布尔什维克和共产党的领导者。
2. ↑  Laqueur, Walter Ze'ev. . Transaction Publishers. 1965-01-01: 105  [2016-11-29]. ISBN 9781412833547. （原始内容存档于2016-05-08）.
3. ↑  Partridge, Christopher; Geaves, Ron. . Lewis, James R.; Hammer, Olav  (编). . Cambridge: Cambridge University Press. 2007: 75–95  [2016-04-12]. ISBN 9780511488450. doi:10.1017/CBO9780511488450.005. （原始内容存档于2020-01-17）.
4. ↑  Frederickson, Kari. . The Historian. 1996, 58 (4): 826. ISSN 0018-2370. doi:10.1111/j.1540-6563.1996.tb00977.x.
5. ↑  Glen Jeansonne. . University of Chicago Press. 1997-06-09: 8  [5 August 2016]. ISBN 978-0-226-39589-0. （原始内容存档于2020-01-18）.
6. ↑  Laqueur, Walter Ze'ev. . Transaction Publishers. 1965: 105  [2015-11-25]. ISBN 9781412833547. （原始内容存档于2016-05-08）.
7. ↑  Philip Mendes. . 2010  [2019-04-28]. （原始内容存档于2019-04-28）.
8. ↑  Serhii Plokhy. . Basic Books. 2015-12-01: 223  [2016-11-29]. ISBN 978-0-465-07394-8. （原始内容存档于2020-01-18）.
9. ↑  Fromkin (2009) pp. 247–248.
10. ↑  Sachar, Howard. . Vintage. 2006. ISBN 9781400030972.
11. ↑  Pipes 1997，第93頁.
12. ↑  Webb 1976，第295頁.
13. ↑  朱, 雯霞.  (PDF). 俄罗斯中亚东欧研究. 2004, (5): 75-80  [2022-04-11]. ISSN 1671-8461. （原始内容 (PDF)存档于2022-05-21） （中文（简体））.
14. ↑   [谁能住在栅栏区之外？]. Jewish Family Search. 2014-05-03  [2015-08-19]. （原始内容存档于2015-12-08）.
15. ↑  Wein, Berel.  [生存之胜：1650-1990年现代时期犹太人的故事]. Mesorah Publications. 1990-09-01: 173  [2015-11-25]. ISBN 9780899064987. （原始内容存档于2016-06-17）.
16. ↑  Goncharok, Moshe.   [意志之世纪：俄罗斯无政府主义与犹太人（19-20世纪）]. Jerusalem: Mishmeret Shalom. 1996  [2009-02-12]. （原始内容存档于2008-01-13） （俄语）.
17. ↑  Levin 1988，第13頁.
18. ↑  Ascher 1992，第148頁.
19. ↑  Witte 1907.
20. ↑  Herf 2008，第96頁.
21. ↑  Levin 1988，第318–325頁.
22. ↑  Aaronovitch, David.  [我们的犹太共产主义过往]. The Jewish Chronicle. 2011-09-23  [2013-09-18]. （原始内容存档于2014-01-03）.
23. ↑  . Российская газета.   [2020-08-18]. （原始内容存档于2021-11-04） （俄语）.
24. ↑  .   [2022-04-19]. （原始内容存档于2022-03-02）.
25. ↑  Kershaw 1999，第257頁.
26. ↑  1999，第303頁.
27. ↑  1999，第259頁.
28. ↑  Glen Jeansonne.  [极右翼女性：母亲运动与二战]. University of Chicago Press. 1997-06-09: 25  [2016-08-05]. ISBN 978-0-226-39589-0. （原始内容存档于2020-01-18）.
29. ↑  Primary Source Microfilm 2005.